# Dendroleon wuzhishanus
Dendroleon wuzhishanus is een insect uit de familie mierenleeuwen (Myrmeleontidae), die tot de orde netvleugeligen (Neuroptera) behoort. De soort komt voor in China.